# Ботаническа градина „Маргарита“
Ботаническа градина „Маргарита“ се намира в село Гроздьово, община Долни Чифлик, област Варна на 30 км от морето. Създадена е през 1999 г. от Иван Иванов, завършил специалност „История и география“ в Шуменския университет.
В градината са събрани растения от шестте континента на земята, като най-голям брой произхождат от Средиземноморието и южните части на умерения климатичен пояс. Разположена е на северозападен терасиран хълм и е разделена на сектори, които обособяват по групи характерни растения от определена географска зона или ландшафт. Растенията са изписани с латинските им имена, най-широко използваните български наименования, страната им на произход и абсолютните минимални температури, под които настъпва измръзване през зимния период.
Всички растения се отглеждат на открито – директно в земята. Цитрусова колекцията включва растения и сортове от почти всички ядливи цитруси (лимон, лайм, портокал, мандарина, грейпфрут, помело, каломондин, цитрон и др.).
Колекцията от кактуси и сукулентни растения обхваща две големи групи от кактуси и сукуленти или около 60 разновидности. Едната част презимуват директно навън при условията на българската зима без никаква зимна защита, тъй като някои северноамерикански видове понасят студове до -40 °C. В колекцията специално място заемат представителите на видове от род Agave, Yucca, Stapelia, Sempervivum, както и едроразмерни мексикански кактуси.
Колекцията палми обхваща около 25 екземпляра от 20 вида, представители на субекваториалната, тропична и субтропична климатична зона. Емблеми за градината са палмите от видовете Butia capitata, Washingtonia, Brahea, Chamaerops, Phoenix.
Колекцията субтропични плодни дървета е една от най-старите и дълго събирани колекции. Ценни представители са: различни сортове смокиня, маслина, нар, фисташка, фейхоа, хинап, райска ябълка, японска мушмула, бадем, киви, няколко вида олеандри, чашкодрян, корков дъб, филирея, калина, бодлив залист, фотиния, будлея, розмарин, див рожков и много други. В градината също така са интродуцирани няколко вида евкалиптови растения.
Освен туристически посещения, в градината се провеждат редовни научни експерименти с нови растения и сортове от различни континенти. Правят се редовни метеорологични изследвания. Събира се снимков материал, публикуват се статии и научни трудове. Към Ботаническата градина е изграден малък посетителски център, съхраняващ ценни растителни и животински експонати от тропиците, фотоси, минерали, корали, почви и др.
Градината е отворена всекидневно от 1 април до 15 ноември, а в останалия период – при предварителна уговорка.
- Галерия
- Citrus
- Cacti
- Pond
- Washingtonia
- Cacti
- Water lily
- Stuffed crocodiles
- Camden woollybutt
- Camden woollybutt
- Camden woollybutt
- Camden woollybutt
- Manna gum
- Manna gum
- Manna gum
- Manna gum
- Manna gum
- White box
- Silver-leaved mountain gum
- Cider gum
- Cider gum